# Крістіна Чакі
Крістіна Чакі (угор. Krisztina Csáky; 4 листопада 1654, замок Спишский Град, Пряшівський край, Угорське королівство — 25 квітня 1723, Текірдаг, Османська імперія) — угорська графиня, учасниця Національно-визвольної війни угорського народу (1703—1711).

## Походження

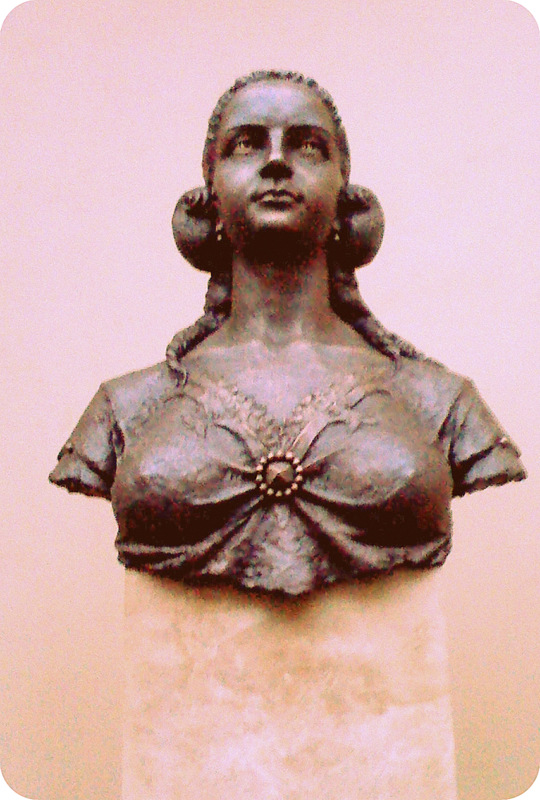
Погруддя Крістіни Чакі в Ужгородському замку

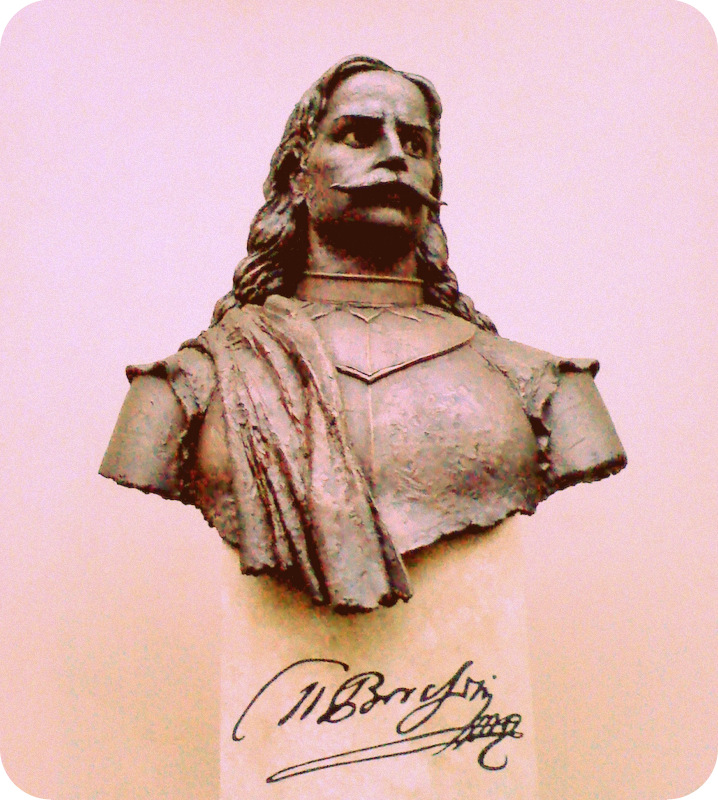
Погруддя Міклоша Берчені в Ужгородському замку

Народилася в родині державного судді, над-жупана Спишської жупи Іштвана Чакі (представника однієї з молодших гілок шляхетського роду Чак) та баронеси Маргіти Лоняї (угор. Lónyay Margit).
За історичними даними, Крістіна Чакі була дуже красива, багата та освічена, вміла не тільки читати і писати. Любила мистецтво, зокрема, музику й театр.
В перших двох шлюбах (угорський граф Шандор Ердеді (Erdődy Sándor) і хорватський аристократ Микола (Міклош) Драшкович) Чакі овдовіла.
Восени 1694 року Крістіна Чакі заручилась з графом Міклошем Берчені, державним діячем, одним з лідерів антигабсбурзької національно-визвольної війни угорського народу 1703—1711 років, генерал-майором повстанської армії князя Ференца II Ракоці. Чоловік був на 11 років молодший і мав троє дітей від першої дружини Крістіни Другет.
Для цього шлюбу Чакі переїхала з рідного Вейпа у Задунав'ї до Ужгорода під Бескидом, подолавши понад півтисячі кілометрів. Вони привезла із собою чималий багаж — 13 великих підвод з меблями, картинами, дорогим одягом, білизною, особистими речами й величезною кількістю коштовностей. Крістіну в дорозі супроводжували наречений, велика кількість придворних, слуг, музик і гусарів, які несли стяги з родовими гербами Берчені й Чакі. На масницю 1695 року відгуляли помпезне весілля. Не дивлячись на різницю у віці, шлюб був сповнений палкого кохання.

## Ужгородський замок
Оселилися в Ужгородському замку, побудованому Ренесансу (характерному для північної Угорщини), який перетворили на великосвітський центр культурного і політичного життя Закарпатського регіону кінця XVII — початку XVIII століть. Вишукані різьблені меблі з приданого Чакі стали окрасою замку, де налічувалося 136 художніх полотен, понад 600 акварелей (на пергаменті), понад 600 та ще більше гравюр.
За 13 років володіння Ужгородським замком Чакі з Берчені регулярно проводили бали, світські прийоми та деякі офіційні урочистості. У замку гостювала польська графиня Гелена Синявська. В замку діяла власна театральна трупа польського художника, а також музичний колектив з 8 осіб, який очолював швейцарець Емеріх Кедрон. Також була організована багата бібліотека. Замок неодноразово перебудовували, вдосконалювали. Графи жили на другому поверсі. За межами стін були розбиті шість прекрасних парків та садів:
- сад Лугош (сучасний мікрорайон Радванка),
- Бузковий сад,
- Квітковий парк (теперішній Ботанічний сад; тінистими деревами, рівними стриженими алеями, барвистими квітковими клумбами став прикладом найкращих зразків паркової культури англійського типу),
- Овочевий сад (з лівого боку вулиці Замкової (від Замкової гори), тепер Капітульної вулиці Ужгорода),
- Звіринець (нині — парк Підградський)
- Голубиний (район електростанції), куди на мале полювання їздили власники Ужгородського замку.

Коли після придушення визвольної війни 1703—1711 років чоловіка оголосили зрадником батьківщини і він змушений був у листопаді 1710 року тікати за кордон через Верецький перевал до Польщі, Крістіна Чакі, залишивши всі свої багатства, вирушила у вигнання за ним і розділила важке емігрантське життя. У травні 1711 року австрійські війська захопили Ужгородський замок.
Після вимушеної втечі Чакі з чоловіком певний час перебували в Польщі. Міклош розмірковував на запрошення Петра І переселитися до Московського царства, однак Ракоці відмовив їх від цієї ідеї, аби не закінчити життя в Сибіру. Після поневірянь родина разом з Ференцем Ракоці II опинилися в Туреччині, де турецький султан разом із сотнями інших куруців надав їм цілу вулицю для проживання у містечку Текірдаг (або Родошто) у Малій Азії.
Померла Крістіна Чакі у квітні 1723 року в Текірдазі під час сну чоловіка, якого слуги не сміли будити, тож останнім її втішив князь Ференц Ракоці. Крістіну Чакі поховали в Стамбулі, у єзуїтській церкві, що знаходилася під патронатом французьких королів, біля знаменитої Ілони Зріні. Чоловік пережив Чакі лише на 2 роки, одружившись з Жужанною Кюсегій.

## Пам'ять
- Під час відкриття могил князя Ференца Ракоці II та Крістіни Чакі виявилося, що останки Чакі збереглися на диво добре[5]. У 1906 році останки перевезені й поховані у Кошицях в соборі Святої Єлизавети — поруч з могилами Ференца II Ракоці та його матері Ілони Зріні.

- У внутрішньому дворику Ужгородського замку 8 листопада 2013 року було відкрито бюст графині Крістіні Чакі за кошти Генерального консульства Угорщини в Ужгороді. Бюст її чоловікові було встановлено тут же взимку 2012 року[6][7].

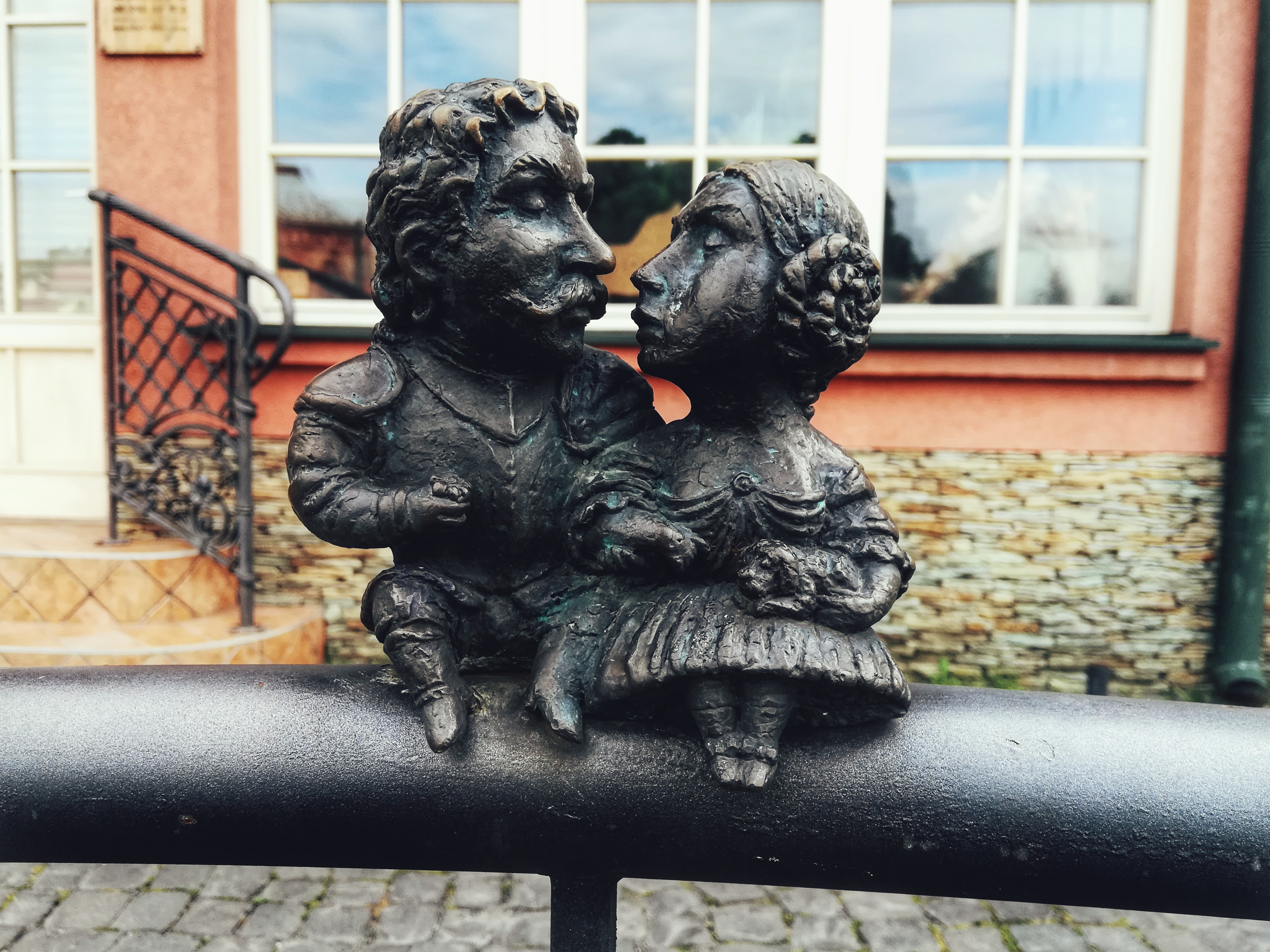
В Ужгороді на Православній набережній 4 (неподалік від Угорського посольства) завдяки співпраці товариства соціокультурного розвитку «Паннонія» та угорського консульства в Ужгороді була встановлена міні-скульптура «Крістіна Чакі та Міклош Берчені». Встановили її 14 грудня 2015 року, автором виступив скульптор Михайло Колодко[8].   - Міні-скульптура «Крістіна Чакі та Міклош Берчені» в Ужгороді
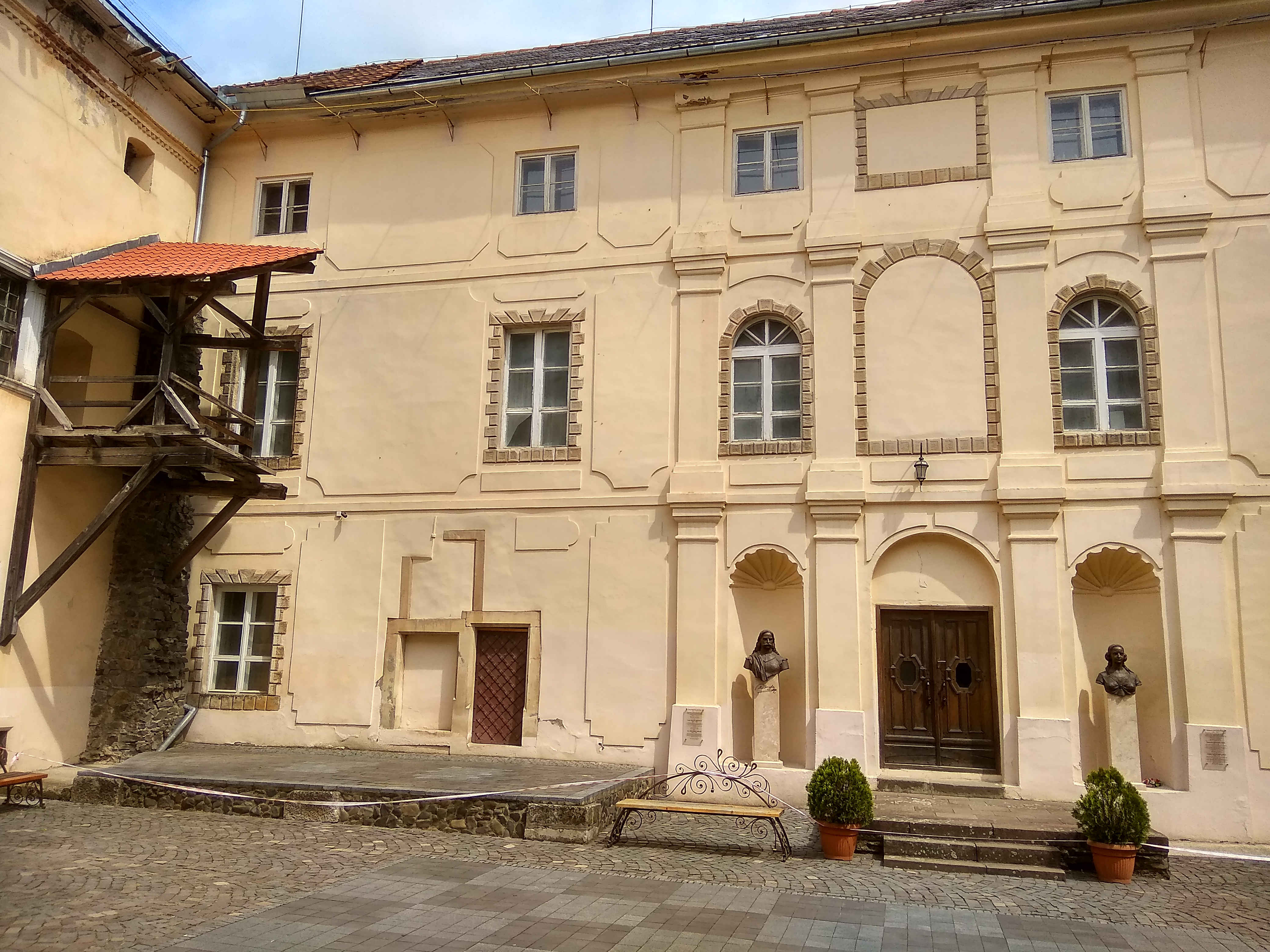
Погруддя у внутрішньому дворі Ужгородського замку
  - Погруддя у внутрішньому дворі Ужгородського замку